# Dizzy Gillespie
Dizzy Gillespie, vlastním jménem John Birks Gillespie (21. října 1917, Cheraw, Jižní Karolína, USA – 6. ledna 1993, Englewood, New Jersey) byl americký jazzový trumpetista, kapelník, zpěvák a skladatel. Stál u zrodu bebopu a modern jazzu.
Gillespie byl trumpetový virtuos a nadaný improvizátor stavící na virtuózním stylu Roy Eldridge, ke kterému přidal vrstvy harmonické provázanosti, jež byla do té doby v jazzu neznámá. Svou hrou i jako učitel mladých muzikantů ovlivnil řadu trumpetistů.
Hrál na trubku ohnutou pod úhlem 45 stupňů. Podle jeho autobiografie byla trubka poškozena při nehodě v roce 1953. Gillespie si však pozměněný tón poškozeného nástroje oblíbil.

„Po Armstrongovi a Eldridgeovi je Gillespie představitelem dalšího stadia jazzové hry na trubku. Techniku střemhlavých šestnáctinových až dvaatřicetinových běhů spojil s rytmickou vynalézavostí a variabilitou ve frázování i s harmonickou bohatostí, odpovídající bopovému jazyku.“ 
Narodil se manželům Jamesi a Lottii Gillespie jako nejmladší z devíti dětí. Otec, který byl zedníkem, vedl místní amatérskou kapelu a děti měly přístup k většině hudebních nástrojů. Ve čtyřech letech začal John hrát na klavír, ve dvanácti letech na trombon a trubku. Když mu bylo deset let, otec zemřel. V roce 1933 získal John stipendium ke studiu hudby na afroamerické odborné škole Laurinburg Institute v Severní Karolíně, ale krátce před absolutoriem se rodina přestěhovala do Filadelfie (1935). Zde již byl schopen hrát v profesionálním orchestru Franka Fairfaxe po boku swingového trumpetisty Charlieho Shaverse. Tehdy mu kvůli jeho šaškování dal někdo přezdívku Dizzy, která mu zůstala. V roce 1937 odešel do New Yorku a nastoupil v orchestru Teddyho Hilla; v podstatě vystřídal svůj idol, Roye Eldridge. Když v roce 1939 odešel do big bandu Caba Callowaye, byl již renomovaným swingovým trumpetistou, ovšem s pověstí vtipálka, recesisty a muzikanta, který neustále zkouší nějaké hudební blázniviny.

„Mezi návštěvníky schůzek u Mintonů byl Thelonious Monk, zachmuřený, vědecky se tvářící jedenadvacetiletý černoch s bopovým vousem, který hrál na piano, jako kdyby šlo o bohoslužbu, jako kdyby klávesnice byla oltář a on ministrant. »Líbil se nám Ravel, Stravinskij, Debussy, Prokofjev, Schönberg,« říká, [Gillespie] »a možná, že na nás trochu zapůsobili.« … nějaký čas tam [u Mintonů] hrál také trumpetista Joe Guy a bubeník Kenny Clarke. Ale snad největší vliv měl Yardbird Parker, který o Schönbergovi nikdy neslyšel a tvrdí, že většinu toho, co si myslí o bepopu, si vykoumal na saxofonu doma v matčině kůlně v Kansas City.“ 
V srpnu 1937 potkal tanečnici Lorraine Willisovou (*6. ledna 1920), která právě byla na turné s Apollo Theater, a 9. května 1940 se vzali. Manželství ukončila až Dizzyho smrt; Lorraine Willis Gillespie zemřela 13. ledna 2004. Gillespiho dcera Jeanie Bryson (*10. března 1958) je jazzovou zpěvačkou; jejím manželem byl jazzový kytarista Coleman Mellett (1974–2009).
V roce 1979 vyšla Dizzyho autobiografie To BE, or not … to BOP: memoirs.

## Vybraná diskografie
- 1950 – Dizzy Gillespie, Charlie Parker, Thelonious Monk – Bird & Diz
- 1952 – Dizzy Gillespie. Dee Gee Days – The Savoy Sessions
- 1953 – Dizzy Gillespie, Charles Mingus, Charlie Parker, Max Roach, Bud Powell – Jazz At Massey Hall
- 1953 – Dizzy Gillespie, Stan Getz, Oscar Peterson, Ray Brown, Max Roach, Herb Ellis – Diz & Getz
- 1954 – Dizzy Gillespie. Afro
- 1957 – Dizzy Gillespie, Stan Getz, Coleman Hawkins – Sittin’ In
- 1957 – Dizzy Gillespie – At Newport
- 1957 – Dizzy Gillespie, Sonny Rollins, Sonny Stitt – Sonny Side Up
- 1959 – Dizzy Gillespie – Have Trumpet, Will Excite
- 1961 – Dizzy Gillespie – An Electrifying Evening with the Dizzy Gillespie Quintet
- 1964 – Dizzy Gillespie, James Moody, Kenny Barron – Jambo Caribe
- 1967 – Dizzy Gillespie – Swing Low, Sweet Cadillac
- 1977 – Dizzy Gillespie, Count Basie – The Gifted Ones
- 1981 – Dizzy Gillespie, Digital at Montreux, 1980 (Toots Thielemans, Bernard Purdie)
- 1985 – Dizzy Gillespie, Robert Ameen, Branford Marsalis, Kenny Kirkland, Lonnie Plaxido – New Faces
- 1989 – Dizzy Gillespie and the United Nation Orchestra – Live at the Royal Festival Hall London July 10, 1989
- 2001 – Dizzy Gillespie – Ken Burns Jazz